# Sabicea setiloba
Sabicea setiloba är en måreväxtart som beskrevs av Herbert Fuller Wernham. Sabicea setiloba ingår i släktet Sabicea och familjen måreväxter.
Artens utbredningsområde är Bolivia. Inga underarter finns listade i Catalogue of Life.